# On Sight
«On Sight» — песня американского рэпера Канье Уэста из его шестого студийного альбома Yeezus (2013). Композиция была спродюсирована Уэстом и Daft Punk при участии Benji B и Майка Дина. Трек отличается электронным звучанием, в создании которого в основном принимали участие Daft Punk, ставшие первыми, с кем Уэст сотрудничал при работе над альбомом. Впервые «On Sight» прозвучала в живом исполнении Уэста на музыкальном фестивале Governors Ball в 2013 году.
В «On Sight» Уэст излагает сюжет Yeezus. Трек содержит студийную перепевку песни «Sermon (He’ll Give Us What We Really Need)» группы Holy Name of Mary Choral Family, исполненной хором. Композиция получила широкое признание музыкальных критиков, многие из которых положительно отнеслись к её позиции открывающего трека на альбоме, а некоторые подчеркнули электронное звучание. В 2013 году «On Sight» заняла 10 и 38 место в чартах US Billboard Bubbling Under Hot 100 и US Hot R&B/Hip-Hop Songs соответственно.

## Предыстория
Впервые «On Sight» прозвучала в живом исполнении Уэста на музыкальном фестивале Governors Ball 9 июня 2013 года, за девять дней до выхода альбома. Тома Бангальтер из французского дуэта Daft Punk в апреле 2013 года рассказал в интервью об альбоме Random Access Memories, что во время его записи дуэт работал с Уэстом над материалом для его следующего альбома. На вечеринке по случаю прослушивания Yeezus 10 июня Уэст в краткой речи после прослушивания сказал, что работал с Daft Punk над тремя или четырьмя песнями, но «Black Skinhead» была единственной, о которой публика знала на тот момент. Бангальтер в июле 2013 года рассказал в интервью, что Daft Punk были первыми, к кому Уэст обратился во время создания Yeezus.

## О песне
Песня отличается электронным звучанием, которое в основном было создано продюсерами Daft Punk. При первом прослушивании вступительного трека его продакшн вызвал неоднозначную реакцию, которую Рик Рубин признал намеренной. Открывая альбом Yeezus, Уэст использует эту песню для построения сюжета альбома строками: «Fuck whatever y’all been hearin'/Fuck whatever y’all been wearin'/A monster about to come alive again». Термин «on sight» означает мгновенное действие, и Уэст неоднократно использует его без какого-либо контекста, что выглядит скорее как демонстрация того, как живет герой Yeezus. В первой половине песни Уэст показывает персонажа как уверенного и контролирующего себя человека, однако в решительности его высказываний есть что-то неправильное. Вторую половину песни Уэст завершает, рассказывая больше подробностей о несбывшейся богемной жизни героя, после чего несколько раз повторяет «on sight», а затем текст распадается на глитчи. В аутро Уэст цитирует припев «I need you right now» из своего сингла 2007 года «Stronger». Описывая звучание песни, Ноа Гольдштейн сказал: «„On Sight“ устанавливает новую планку. Никто так не делает. Нет ни малейшего шанса, что кто-то включит её и скажет: „О, это Джей Коул“ — не для того, чтобы оскорбить Джей Коула. Но есть только один человек, который может сделать такое дерьмо».
Песня содержит студийную перепевку композиции «Sermon (He’ll Give Us What We Really Need)» группы Holy Name of Mary Choral Family, исполненной хором.

## Выпуск и приём
«On Sight» была выпущена 18 июня 2013 года в качестве открывающего трека шестого студийного альбома Уэста Yeezus. Изначально первым треком должен был стать «Blood on the Leaves», однако в последний момент его заменили на «On Sight». Шотландский продюсер Hudson Mohawke назвал это решение «вероятно, лучшим», объяснив, что «On Sight» «даёт понять, что это совсем другой альбом».
Песня получила широкое признание музыкальных критиков, большинство из которых высоко оценили её как открывающую альбом.